# Quebrada Los Choros
La quebrada Los Choros o río Los Choros es un curso natural de agua que fluye en la Provincia de Elqui, Región de Coquimbo de Chile. Esta cuenca natural corresponde íntegramente al espacio administrativo del ítem 041 del inventario de cuencas de Chile (BNA).

## Trayecto
A lo largo de la quebrada se encuentran los poblados Punta Colorada, El Trapiche, Choros Bajos y la Higuera, este último con aproximadamente 1100 habitantes según el censo de 1992. El resto de los poblados son cercanos a los 200 habitantes.

## Historia
Francisco Solano Asta-Buruaga y Cienfuegos escribió en 1899 en su obra póstuma Diccionario Geográfico de la República de Chile sobre la caleta:
Choros (Caleta de los).-—Se halla en el departamento de la Serena hacia el extremo norte de su costa por los 29° 15' Lat. y 71° 30' Lon. Es abierta al O. y sólo adecuada para buques pequeños y lanchas exportadoras de minerales de sus contornos. Dista cerca de 14 kilómetros hacia el NO. de la aldea de San José de los Choros y corto espacio al S. de la caleta de Apolillado. El nombre es el de un marisco (Mytilus chorus).
Luis Risopatrón lo describe en su Diccionario jeográfico de Chile (1924):: 922 
Choros (Quebrada de los). Es de larga estension, con escaso caudal de agua, con la que se riegan huertas, con algunos árboles frutales i hortalizas i potreros con cebada i pasto, de suerte que no alcanza a llegar al mar, en cuya costa desemboca, al N de la punta de Mar Brava. 62, II, p. 257; 66, p. 32; i 67, p. 44; valle en 66, p. 261; i rio en 1, XXIII, p. 42 i 43; i XXV, p. 476; i 156.
Frente a Los Choros se hundió el vapor Itata el 28 de agosto de 1922, una de las mayores tragedias del cabotaje en Chile. Llevaba cerca de 200 pasajeros y 100 tripulantes de los que se salvaron solo 14 personas.